# Coppa di Francia 2007-2008
La 2007/2008 Coupe de France fu la 91ª edizione del prestigioso torneo aperto a tutti i club del territorio francese. La squadra vincitrice di quest' edizione fu l'Olympique Lyonnais, che sconfisse il Paris Saint-Germain 1-0 conquistando il quarto trofeo della sua storia.
Nota: i risultati della competizione sono detti ufficiali dal 7º turno preliminare in quanto compaiono da questo momento i club professionistici.

## 7º turno
24 novembre, 2007
| Squadra 1                    | Risultato       | Squadra 2              |
| ---------------------------- | --------------- | ---------------------- |
| Tefana                       | 1 - 3 (dts)     | US Lesquin             |
| Obermodern                   | 1 - 1 (1-3 dcr) | US Reipertswiller      |
| US Camon                     | 2 - 4           | Le Havre               |
| FC Vaulx-en-Velin            | 0 - 4           | AC Arles               |
| Guînes                       | 0 - 5           | Quevilly-Rouen         |
| Montreuil                    | 0 - 2           | FC Mantois             |
| GS Saint-Sébastien-sur-Loire | 0 - 1           | Vannes                 |
| Dieppe                       | 3 - 0           | Lössi                  |
| Martigues                    | 0 - 0 (4-3 dcr) | Sète                   |
| Luzenac                      | 1 - 0           | Rodez                  |
| Montluçon                    | 2 - 0           | L'Étrat-La Tour        |
| Viry-Châtillon               | 2 - 0 (dts)     | US Changéenne          |
| Olympique Noisy-le-Sec       | 0 - 1           | Jeanne d'Arc de Drancy |
| Avranches                    | 3 - 0           | Plaintel               |
| Saint-Julien-en-Genevois     | 1 - 1 (4-3 dcr) | AS Bron-Grand Lyon     |
| Digione                      | 1 - 0 (dts)     | Jura Sud               |
| Grenoble                     | 1 - 0           | Bourg-Péronnas         |
| Voltigeurs de Châteaubriant  | 1 - 3 (dts)     | Brest                  |
| Chamalières                  | 0 - 5           | Clermont Foot          |
| Boulogne                     | 1 - 0           | Le Touquet AC          |
| Calais RUFC                  | 2 - 0           | AS Berck               |
| Ivry                         | 2 - 1           | Moulins                |
| Épinal                       | 2 - 1           | Thaon                  |
| Montbard Venarey             | 0 - 4           | Besançon               |
| Fréjus                       | 3 - 0           | Pont-de-Chéruy         |
| Cercle athlétique bastiais   | 1 - 1 (2-4 dcr) | CSC Cayenne            |
| Saint-Colomban Locminé       | 0 - 1           | GSI Pontivy            |
| Montagnarde                  | 2 - 0           | US La Baule            |
| Bergerac Foot                | 0 - 3           | FC Mérignac            |
| Guesnain                     | 1 - 1 (4-3 dcr) | Arras                  |
| FC Rhône Vallées             | 1 - 2           | FC Annecy              |
| Brest                        | 0 - 7           | Cherbourg              |
| CS Le Moule                  | 0 - 0 (4-2 dcr) | Pacy VEF               |
| AFC Compiègne                | 0 - 1           | Beauvais               |
| Romorantin                   | 3 - 2           | Châtellerault          |
| Les Genêts d'Anglet          | 1 - 1 (3-2 dcr) | Stade bordelais        |
| RCS La Chapelle              | 0 - 3           | Vesoul HSF             |
| Stade Quimpérois             | 1 - 0           | US Montgermont         |
| Quimperlé                    | 1 - 3           | Poiré-sur-Vie          |
| Stade Poitevin               | 2 - 0           | Le Mée                 |
| Angers                       | 1 - 0           | Orléans                |
| Guingamp                     | 1 - 0           | Vitré                  |
| FC Libourne                  | 2 - 1           | Aurillac Arpajon       |
| Angoulême                    | 0 - 1           | Montpellier            |
| Thouars Foot 79              | 1 - 1 (5-6 dcr) | Châteauroux            |
| FC Périgny                   | 0 - 7           | Niort                  |
| CO Avallon                   | 0 - 5           | Gueugnon               |
| Nîmes                        | 0 - 1           | Croix de Savoie        |
| Gazélec Ajaccio              | 3 - 0           | Racing Club Vichy      |
| Blagnac FC                   | 3 - 0           | Royan-Vaux             |
| Carquefou                    | 3 - 1           | Ploërmel FC            |
| USSA Vertou                  | 0 - 2           | Nantes                 |
| Pierrots Vauban Strasbourg   | 1 - 3           | Stade Reims            |
| FC Saint-Louis Neuweg        | 1 - 4           | Paris FC               |
| Chaumont                     | 0 - 1 (dts)     | Créteil-Lusitanos      |
| SA Izieux-Saint-Chamond      | 1 - 2 (dts)     | Marignane              |
| FC Toul                      | 3 - 1 (dts)     | AS Illzach Modenheim   |
| Vand½uvre                    | 1 - 3           | Jarville JF            |
| Prix-lès-Mézières            | 2 - 3 (dts)     | Maubeuge               |
| Cormontreuil                 | 1 - 2 (dts)     | Ren. Sp. Magny         |
| Chavanay                     | 4 - 1 (dts)     | Aigues-Mortes          |
| AS Portugais Sélestat        | 0 - 1           | Migennes               |
| Thiers                       | 1 - 2           | Bastia                 |
| SC Douai                     | 1 - 2           | Sedan                  |
| Pointe Courte AC Sète        | 0 - 1           | Ajaccio                |
| Raismes-Vicoigne             | 0 - 7           | Amiens                 |
| S.O Cassis Carnoux           | 2 - 2 (2-4 dcr) | Lyon-La Duchère        |
| Colombes                     | 2 - 6 (dts)     | Rouen                  |
| US Villenave                 | 0 - 3           | Toulouse Rodéo FC      |
| Orvault                      | 0 - 0 (3-4 dcr) | Les Herbiers VF        |
| Haut-Adour                   | 0 - 1           | Colomiers              |
| USM Saran                    | 3 - 0           | Évry                   |
| SC Avion                     | 2 - 1           | US Fleury-Mérogis      |
| US Saint-Malo                | 0 - 2           | Pointe-de-la-Hague     |
| Courseulles-sur-Mer          | 1 - 1 (4-5 dcr) | US Saint-Omer          |
| JS Coulaines                 | 7 - 1           | Saint-Saturnin         |
| Rostrenen                    | 0 - 2           | Servel Lannion         |
| Marcq-en-Bar½uil             | 1 - 0           | US Guise               |
| Escaud½uvres                 | 1 - 0           | Fresnoy-le-Grand       |
| Stade lamballais             | 0 - 6           | Laval                  |
| TVEC Les Sables-d'Olonne     | 0 - 1           | La Samaritaine         |
| Forbach                      | 0 - 1           | Troyes                 |
| Raon-l'Étape                 | 1 - 0           | Metz APM               |
| Tours                        | 7 - 1           | Foudre 2000            |
| US Sainte-Marie              | 0 - 1           | Mulhouse               |
| US Roye                      | 3 - 0           | US Vermelles           |
| Sporting club selongéen      | 3 - 0 (dts)     | CA Pontarlier          |
| Villefranche                 | 0 - 1           | FC Feurs               |

## 8º Turno
14 dicembre, 2007
| Squadra 1                | Risultato       | Squadra 2           |
| ------------------------ | --------------- | ------------------- |
| Saint-Julien-en-Genevois | 0 - 1 (dts)     | Fréjus              |
| Grenoble                 | 1 - 1 (3-4 dcr) | Montpellier         |
| Chavanay                 | 0 - 1 (dts)     | Luzenac             |
| Gazélec Ajaccio          | 2 - 0           | Toulouse Rodéo FC   |
| Lyon-La Duchère          | 2 - 1           | FC Annecy           |
| Marignane                | 0 - 0 (3-1 dcr) | Ajaccio             |
| Martigues                | 2 - 1           | Blagnac FC          |
| Colomiers                | 0 - 1           | Bastia              |
| SC Selongey              | 4 - 1 (dts)     | FC Toul             |
| Croix de Savoie          | 1 - 1 (2-0 dcr) | Migennes            |
| Raon-l'Étape             | 3 - 0           | Mulhouse            |
| Digione                  | 2 - 1           | Clermont Foot       |
| Ren. Sp. Magny           | 0 - 2           | Gueugnon            |
| US Reipertswiller        | 1 - 1 (2-4 dcr) | Créteil-Lusitanos   |
| Besançon                 | 1 - 2           | Vesoul HSF          |
| Paris FC                 | 1 - 0           | FC Feurs            |
| Troyes                   | 3 - 1           | Jarville JF         |
| USM Saran                | 0 - 3           | Nantes              |
| Stade Poitevin FC        | 0 - 2           | Viry-Châtillon      |
| Montluçon                | 1 - 0           | Ivry                |
| Romorantin               | 1 - 0           | FC Libourne         |
| Les Herbiers VF          | 0 - 1           | Tours               |
| Carquefou                | 3 - 2 (dts)     | Les Genêts d'Anglet |
| Niort                    | 1 - 0           | Châteauroux         |
| Poiré-sur-Vie            | 5 - 0           | FC Mérignac         |
| Guesnain                 | 1 - 1 (3-4 dcr) | Maubeuge            |
| Escaud½uvres             | 1 - 4 (dts)     | Beauvais            |
| US Lesquin               | 0 - 2           | Avion               |
| Amiens                   | 0 - 0 (3-1 dcr) | FC Mantois          |
| US Saint-Omer            | 2 - 1           | US Roye             |
| Stade Reims              | 4 - 1           | Calais RUFC         |
| Dieppe                   | 0 - 0 (4-5 dcr) | Boulogne            |
| Marcq-en-Bar½uil         | 2 - 3           | Sedan               |
| GSI Pontivy              | 1 - 2 (dts)     | Le Havre            |
| Vannes                   | 1 - 0 (dts)     | Cherbourg           |
| Avranches                | 2 - 1           | Montagnarde         |
| Lannion                  | 0 - 1           | Quevilly-Rouen      |
| Jeanne d'Arc de Drancy   | 0 - 1 (dts)     | Guingamp            |
| Rouen                    | 2 - 0           | Laval               |
| JS Coulaines             | 3 - 1 (dts)     | Pointe-de-la-Hague  |
| Stade Quimpérois         | 1 - 2           | Brest               |
| CSC Cayenne              | 1 - 3           | Épinal              |
| La Samaritaine           | 1 - 2 (dts)     | AC Arles            |
| CS Le Moule              | 0 - 6           | Angers              |

## Trentaduesimi di finale
4 gennaio, 2008
| Squadra 1         | Risultato       | Squadra 2           |
| ----------------- | --------------- | ------------------- |
| Lens              | 0 - 1           | Niort               |
| Gazélec Ajaccio   | 1 - 0           | Fréjus              |
| Marignane         | 1 - 1 (2-3 dcr) | AC Arles            |
| Croix de Savoie   | 1 - 1 (6-5 dcr) | Raon-l'Étape        |
| SC Selongey       | 2 - 3 (dts)     | Le Mans             |
| Viry-Châtillon    | 2 - 5           | Bastia              |
| Avranches         | 0 - 2           | Digione             |
| Montpellier       | 1 - 0           | Troyes              |
| Poiré-sur-Vie     | 4 - 1           | JS Coulaines        |
| Vesoul HSF        | 1 - 6           | Metz                |
| US Saint-Omer     | 0 - 3           | Tours               |
| Lyon-La Duchère   | 3 - 2           | Luzenac             |
| Beauvais          | 0 - 2           | Olympique Marsiglia |
| Montluçon         | 0 - 3           | Nantes              |
| Carquefou         | 1 - 0           | Gueugnon            |
| Romorantin        | 1 - 2           | Boulogne            |
| Angers            | 2 - 0           | Vannes              |
| Amiens            | 2 - 1           | Guingamp            |
| Sedan             | 3 - 2           | Caen                |
| Nizza             | 2 - 1 (dts)     | Le Havre            |
| Épinal            | 0 - 2           | Paris Saint-Germain |
| Nancy             | 2 - 1           | Stade Reims         |
| Auxerre           | 3 - 2 (dts)     | Saint-Étienne       |
| Lorient           | 2 - 1           | Valenciennes        |
| Quevilly-Rouen    | 1 - 3           | Bordeaux            |
| Rouen             | 0 - 0 (4-5 dcr) | Strasburgo          |
| Maubeuge          | 0 - 2           | Sochaux             |
| Tolosa            | 1 - 2           | Paris FC            |
| Martigues         | 0 - 3           | Rennes              |
| Avion             | 0 - 3           | Lilla               |
| Créteil-Lusitanos | 0 - 4           | Olympique Lione     |
| Brest             | 1 - 3 (dts)     | Monaco              |

## Sedicesimi di finale
1º febbraio, 2008
| Squadra 1           | Risultato       | Squadra 2           |
| ------------------- | --------------- | ------------------- |
| Boulogne            | 1 - 2 (dts)     | Tours               |
| Strasburgo          | 0 - 3           | Metz                |
| Arles               | 0 - 0 (9-8 dcr) | Niort               |
| Lyon-La Duchère     | 0 - 1           | Lilla               |
| Sedan               | 0 - 0 (4-2 dcr) | Nantes              |
| Sochaux             | 1 - 1 (4-3 dcr) | Montpellier         |
| Poiré-sur-Vie       | 1 - 3           | Paris Saint-Germain |
| Paris FC            | 0 - 0 (5-6 dcr) | Digione             |
| Amiens              | 1 - 0           | Gazélec Ajaccio     |
| Angers              | 3 - 1           | Nizza               |
| Bastia              | 3 - 0           | Auxerre             |
| Lorient             | 0 - 0 (3-1 dcr) | Rennes              |
| Bordeaux            | 1 - 0           | Le Mans             |
| Carquefou           | 2 - 1 (dts)     | Nancy               |
| Croix de Savoie     | 0 - 1           | Olympique Lione     |
| Olympique Marsiglia | 3 - 1           | Monaco              |

## Ottavi di finale
18 marzo, 2008
| Squadra 1           | Risultato       | Squadra 2           |
| ------------------- | --------------- | ------------------- |
| Paris Saint-Germain | 2 - 1           | Bastia              |
| Sedan               | 2 - 0           | Angers              |
| Digione             | 3 - 1           | Tours               |
| Olympique Lione     | 2 - 1           | Sochaux             |
| Bordeaux            | 2 - 0 (dts)     | Lilla               |
| Amiens              | 1 - 1 (4-2 dcr) | AC Arles            |
| Lorient             | 0 - 1           | Metz                |
| Carquefou           | 1 - 0           | Olympique Marsiglia |

## Quarti di finale
| Squadra 1       | Risultato       | Squadra 2           |
| --------------- | --------------- | ------------------- |
| Olympique Lione | 1 - 0           | Metz                |
| Amiens          | 1 - 0           | Digione             |
| Bordeaux        | 0 - 0 (3-4 dcr) | Sedan               |
| Carquefou       | 0 - 1           | Paris Saint-Germain |

| Arbitro: | Hervé Piccirillo |

|             |           |  |
| Benzema 39’ | Marcatori |  |

| Arbitro: | Damien Ledentu |

|             |           |  |
| Contout 88’ | Marcatori |  |

| Arbitro: | Olivier Thual |

|  |           |             |
|  | Marcatori | 77’ Pauleta |

| Arbitro: | Jean-Charles Cailleux |

|                                           |                      |                                     |
| Cavenaghi Jurietti Alonso Wendel Fernando | Tiri di rigore 3 – 4 | Sartre Baning Sow Amalfitano Abdoun |

## Semifinali
| Squadra 1       | Risultato | Squadra 2           |
| --------------- | --------- | ------------------- |
| Amiens          | 0 - 1     | Paris Saint-Germain |
| Olympique Lione | 1 - 0     | Sedan               |

| Arbitro: | Tony Chapron |

|  |           |          |
|  | Marcatori | 77’ Boli |

| Arbitro: | Bertrand Layec |

|             |           |  |
| Juninho 88’ | Marcatori |  |

## Finale
| Squadra 1       | Risultato | Squadra 2           |
| --------------- | --------- | ------------------- |
| Olympique Lione | 1 - 0     | Paris Saint-Germain |

| Arbitro: | Philippe Kalt |

|            |           |  |
| Govou 102’ | Marcatori |  |

| Lione | PSG |

| Lione:       |    |                     |      |      |
|              |    |                     |      |      |
| GK           | 1  | Grégory Coupet      |      |      |
| RB           | 2  | Anthony Réveillère  | 41’  |      |
| CB           | 4  | Jean-Alain Boumsong |      |      |
| CB           | 5  | Sébastien Squillaci | 45’  |      |
| LB           | 11 | Fabio Grosso        |      |      |
| RM           | 7  | Sidney Govou        |      |      |
| CM           | 3  | Jérémy Toulalan     |      |      |
| CM           | 8  | Juninho (c)         |      | 117’ |
| LM           | 6  | Kim Källström       |      | 68’  |
| FW           | 10 | Karim Benzema       |      |      |
| FW           | 9  | Fred                |      | 73’  |
| Substitutes: |    |                     |      |      |
| GK           | 18 | Rémy Vercoutre      |      |      |
| DF           | 13 | François Clerc      |      | 117’ |
| MF           | 12 | Mathieu Bodmer      |      | 68’  |
| MF           | 17 | Marc Crosas         |      |      |
| MF           | 14 | César Delgado       |      |      |
| FW           | 15 | Hatem Ben Arfa      |      |      |
| FW           | 16 | Abdul Kader Keïta   | 110’ | 73’  |
| Manager:     |    |                     |      |      |
| Alain Perrin |    |                     |      |      |

| PSG:         |    |                        |      |      |
|              |    |                        |      |      |
| GK           | 1  | Jérôme Alonzo          |      |      |
| RB           | 2  | Ceará                  |      |      |
| CB           | 6  | Mario Yepes            |      |      |
| CB           | 4  | Zoumana Camara         | 40’  |      |
| LB           | 3  | Sylvain Armand         |      |      |
| RM           | 10 | Clément Chantôme       |      | 83’  |
| CM           | 5  | Grégory Bourillon      |      | 105’ |
| CM           | 8  | Jérémy Clément         |      |      |
| CM           | 7  | Jérôme Rothen          | 65’  |      |
| LM           | 11 | Amara Diané            |      |      |
| FW           | 9  | Pauleta (c)            |      | 80’  |
| Substitutes: |    |                        |      |      |
| GK           | 18 | Apoula Edima Bete Edel |      |      |
| DF           | 15 | Bernard Mendy          | 113’ | 83’  |
| DF           | 17 | Mamadou Sakho          |      |      |
| MF           | 13 | Souza                  |      | 105’ |
| FW           | 12 | Péguy Luyindula        |      | 80’  |
| FW           | 14 | Yannick Boli           |      |      |
| FW           | 16 | Loris Arnaud           |      |      |
| Manager:     |    |                        |      |      |
| Paul Le Guen |    |                        |      |      |